# Newtonia amphichroa
Newtonia amphichroa là một loài chim trong họ Vangidae.